# Even More Out of Today
Even More Out of Today är en singel av det svenska hardcore-bandet 59 Times the Pain. Låten "More Out of Today" finns också med på debutalbumet More Out of Today (1995). "Feeling Down" är tagen från bandets demo med samma namn, utgiven 1993. "Join the Army" är en cover på Suicidal Tendencies och fanns sedan tidigare utgiven på samlingsalbumet Cheap Shots Vol. 1.

## Låtlista
1. "More Out of Today"
2. "Feeling Down"
3. "Join the Army" (Suicidal Tendencies)

### Fotnoter
1. ↑  ”More Out of Today”. Discogs.com. http://www.discogs.com/59-Times-The-Pain-Even-More-Out-Of-Today/release/850961. Läst 15 april 2012.